# HMS E6
HMS E6 – brytyjski okręt podwodny typu E. Zbudowany w latach 1911–1912 w Vickers w Barrow-in-Furness. Okręt został wodowany 12 listopada 1912 roku i rozpoczął służbę w Royal Navy 17 listopada 1913 roku. 
W 1914 roku E6 stacjonował w Harwich przydzielony do Ósmej Flotylli Okrętów Podwodnych (8th Submarine Flotilla) pod dowództwem  Lt. Cdr. Cecila P. Talbota. 
28 sierpnia 1914 roku okręt brał udział w pierwszej bitwie koło Helgolandu.
26 grudnia 1915 roku w czasie patrolu w okolicy Harwich na Morzu Północnym pod dowództwem Lt. Cdr. W.J. Fostera HMS E6 wszedł w niemieckie pole minowe. Cała załoga zginęła.